# Palatalizacija
Palatalizacija (lat. palatum = nepce) glasovna je promjena u hrvatskom jeziku gdje se suglasnici k, g, h ispred i ili e mijenjaju u č, ž, š.

## Primjeri palatalizacije
Palatalizacija se provodi u sljedećim primjerima:
- u vokativu jednine imenica muškoga roda

seljak – seljače, vrag – vraže, orah – oraše, junak – junače
- u prezentu nekih glagola

teku – tečem, peku – pečem, strigu – strižem, mogu – možeš
- u aoristu nekih glagola

rekoh – reče, stigoh – stiže, digoh – diže, ispekoh – ispeče
- u tvorbi nekih glagola i imenica

muka – mučiti, zrak – zračiti, trag – tražiti, sluga – služiti, njuh – njušiti
junak – junačina, rak – račić, prah – prašina, muha – mušica, majka – majčica, čovjek – čovječuljak, otok – otočje, ruka – ručetina – ručica
- ispred nepostojanog a te ispred nastavaka -an, -ji i nekoliko drugih

dah – dašak, Kartaga – Kartažani, bog – božji, strah – strašan
U nekim se riječima palataliziraju i glasovi c i z ispred samoglasnika e i i:
stric – striče – stričev, lovac – lovče – lovčev, zec – zeče – zečevi, ulica – uličica, ptica – ptičica – ptičurina, letimice – letimičan
vitez – viteže, knez – kneže

## Odstupanja od palatalizacije
Palatalizacija se ne provodi u sljedećim primjerima:
- ispred sufiksa -ica

kolega – kolegica, pjega – pjegica, točka – točkica, mačka – mačkica, buha – buhica
- ispred sufiksa -in kod pridjeva nastalih od odmilica

baka – bakin, seka – sekin, zeko – zekin, maca – macin

## Dvostrukosti kod palatalizacije
- Postoje dublete kod pridjeva sa sufiksom -in od trosložnih vlastitih imena:

Danica – Daničin – Danicin, Ivica – Ivičin – Ivicin, Ankica – Ankičin – Ankicin